# Мы смерти смотрели в лицо
«Мы смерти смотрели в лицо» — советский художественный фильм 1980 года, премьера которого состоялась в марте 1981 года.
Фильм снят на киностудии «Ленфильм» режиссёром Наумом Бирманом по сценарию, написанному Юрием Яковлевым по его же книге «Балерина политотдела» (1979); сюжет основан на реальных событиях — создании Аркадием Обрантом Фронтового молодёжного ансамбля.
В фильме использована музыка из произведений Дмитрия Шостаковича, звучит стихотворение Ольги Берггольц. Названием фильма послужила строчка стихотворения «Юный барабанщик» (вольный перевод с немецкого Михаила Светлова).

## Сюжет
Ленинград, конец первой блокадной зимы 1941/42 года. Борис Корбут (его прототип — Аркадий Обрант), до войны работавший балетмейстером во Дворце пионеров, приезжает в город с заданием политотдела — собрать танцевальную группу для агитвзвода. Взрослых танцоров он не находит, но на улице сталкивается с одним из своих бывших учеников. Тогда Корбут разыскивает других оставшихся в живых участников ансамбля. Репетиции мучительны, но уже вскоре подростки дают первый концерт перед бойцами, вернувшимися с передовой.

## В ролях
| Актёр                                     | Роль                                                             |
| ----------------------------------------- | ---------------------------------------------------------------- |
| Олег Даль                                 | Борис Корбут — красноармеец, бывший балетмейстер Дворца пионеров |
| Любовь Малиновская (озвучила Вера Титова) | тётя Валя — медсестра, бывшая костюмер Дворца пионеров           |
| Лариса Толкачёва                          | Тамара Самсонова                                                 |
| Юра Жуков                                 | Вадик Ложбинский                                                 |
| Борис Бирман (в титрах — Боря Наумов)     | Серёжа Марков                                                    |
| Ольга Кузнецова                           | Женя Сластная                                                    |
| Юля Слезкинская                           | Алла Петунина                                                    |
| Саша Довгалев                             | Шурик Щербаков                                                   |
| Саша Зенкевич                             | Витя Кочнев                                                      |
| Игорь Кустов                              | Игорь Усин                                                       |
| Юра Фёдоров                               | Лёвушка Снегирёв                                                 |

## Съёмки
Роли юных танцоров исполняли студенты Вагановского училища; исключением был Борис Бирман, сын режиссёра, школьник.
Этот фильм стал предпоследним для Олега Даля. Александр Мурин, который знал Обранта, вспоминал: Даль, готовясь к роли, попросил его рассказать об Обранте («Мне дорога каждая черточка этого человека»). Когда уже после смерти Даля Мурин посмотрел фильм, его потрясла сцена:

Балетмейстер (Даль) идёт по ленинградской улице. Вмёрзли трамваи, висят оборванные провода. Рана даёт знать. Он сутулится, горбится. Но вспомнил, что он артист. И стала лёгкой походка, выпрямилась спина. Точно как у Обранта, уходящего вдаль по Невскому.

## Интересные факты
В эпизоде с умирающим Лёвушкой на патефоне звучит песня "Ты помнишь наши встречи" в исполнении Клавдии Шульженко.

## Съёмочная группа
- Автор сценария — Юрий Яковлев
- Режиссёр-постановщик — Наум Бирман
- Оператор-постановщик — Генрих Маранджян
- Художник-постановщик — Белла Маневич
- Звукооператор — Игорь Вигдорчик
- Балетмейстер — Нелли Раудсепп, входившая в число первых участников[3] Фронтового молодёжного ансамбля.

## Награды
- Приз Каунасского горкома ВЛКСМ за успешное воплощение военно-патриотической темы на Всесоюзном кинофестивале 1981 года в Вильнюсе[1].